# Ассон, Эмма Рейнгольдовна
Эмма Рейнгольдовна Ассон (Петерсен) (эст.  Emma Asson; 13 июля 1889, с. Ваабина Лифляндская губерния — 1 января 1965, Таллин, Эстонская ССР) — эстонский политический и общественный деятель, член Социал-демократической рабочей партии Эстонии. Педагог. Первая женщина, избранная в парламент Эстонии.

## Биография
Родилась в с. Ваабина Лифляндская губерния в семье сельского учителя. В 1907 году с отличием окончила женскую гимназию им. Пушкина в Ю́рьеве, затем историко-филологический факультет Санкт-Петербургских высших женских курсов (Бестужевские курсы, 1910). Позже, учительствовала в Ю́рьеве.
Активно участвовала в работе различных женских организаций, занималась социальными вопросами и сферой образования. В 1919 году была избрана в Таллинский городской совет и в Учредительное собрание, а также стала первой женщиной избранной в первый национальный парламент независимой Эстонии (Рийгикогу) от социал-демократов.
В 1920 году женщинам Эстонии были предоставлены полные политические права в соответствии с новой конституцией. В 1919—1921 годах была руководителем Департамента народного образования при Министерстве образования Эстонии, секретарём Эстонского союза женщин и руководителем отдела образования (1925—1940). В 1925 году избрана в совет Эстонского союза женских организаций (с 1930 года — Эстонский союз женщин).
В 1926—1935 годах — учитель женской гимназии города Таллина. С перерывами учительствовала до 1950 года.
С 1921 года была замужем за политиком, министром дорог при Временном правительстве Эстонии Фердинандом Петерсеном. Брак был расторгнут в 1941 году.